# Макиенко, Илья Владимирович
Илья́ Влади́мирович Макие́нко (род. 23 января 1971, Комсомольск-на-Амуре, Хабаровский край, СССР) — советский и российский футболист, полузащитник, тренер. Значимый футболист для болельщиков клуба «Чита».

## Карьера

### Клубная
Первый тренер — Сергей Михайлович Машковцев. В 1988 году выступал за «Амур» из Комсомольска-на-Амуре. С 1989 года играл за хабаровский СКА. В 1994 году покинул команду и пополнил ряды владивостокского «Луча». В 1997 году подписал контракт с читинским «Локомотивом». Сезон-2009 планировал полностью отыграть, тем более, команда только что вернулась в Первый дивизион. Готовился наравне со всеми, но внезапно у 38-летнего полузащитника возникли острые проблемы со здоровьем. После обследования стало ясно, что как футболист уже не сможет выдерживать больших физических нагрузок. И тогда было принято решение завершить карьеру.

### Тренерская
В 2009—2013, 2016—2018 и 2019—2022 годах входил в тренерский штаб «Читы». В 2013—2015 годах и в сезоне 2018/19 являлся главным тренером команды. Имеет тренерскую категорию «A».

## Достижения
- Победитель зоны «Восток» Второго дивизиона: 2008
- Бронзовый призёр зоны «Восток» Второго дивизиона: 2007
- Серебряный призёр Второй низшей лиги: 1991